# 4 Pułk Ułanów (Księstwo Warszawskie)
4 pułk ułanów – oddział jazdy Armii Księstwa Warszawskiego.

## Formowanie i walki
Pułk został sformowany w maju 1813 roku przez gen. Jana Henryka Dąbrowskiego w Wetzlarze.
Jednostka uczestniczyła w wyprawie przeciwko partyzantom Lützowa i Witenberga (11,21 i 27 sierpnia 1813). Walczyła między innymi w bitwach i potyczkach pod Zanne (26 sierpnia), Jüterbogiem (6 września 1813) i Lipskiem (17-19 października 1813).
W latach 1918–1939 tradycje oddziału kontynuował 4 pułk Ułanów Zaniemeńskich, a w latach 1995-2010 3 batalion rozpoznawczy.

## Dowódcy pułku
- płk Telesfor Kostanecki (poległ 26 sierpnia 1813)
- płk Tomasz Jan Siemiątkowski (od 29 sierpnia 1813)